# Donal Gibson
Donal Gibson (Peekskill, New York; 13 de enero de 1958) es un actor estadounidense, hermano menor del actor y director Mel Gibson.
Donal ha hecho actuaciones de voz en hows como ReBoot y La Liga de la justicia ilimitada (como Capitán Boomerang). Su más notable rol como actor de doblaje fue probablemente el del explorador John Smith en la película de Disney Pocahontas II: Journey to a New World, un rol que paradójicamente fue interpretado por su hermano Mel en el primer film, Pocahontas (1995).
Además de realizar actuaciones como doblador, Donal también apareció interpretando pequeños papeles en films protagonizados por Mel, tales como Braveheart, Conspiración, y Maverick, así como en otras películas como Paparazzi y Casualties of War.